# Thorkil Hillerup
Thorkil Hillerup (13. december 1873 i Kraghave, Tingsted Sogn – 14. november 1928 i København) var en dansk overretssagfører og tennisspiller, medlem af KB og klubbens formand 1910-13.
Thorkil Hillerup vandt i 1904 det første danske mesterskab i tennis.
Han var søn af godsejer Victor Hillerup og hustru Juliane Emilie Købke, blev 1891 student fra Nykøbing Katedralskole og 1897 cand.jur. 1898 var han fuldmægtig hos overretssagfører Viggo Kanaris Klein, 1901-1904 hos overretssagfører Theodor Mørck. Han blev 1904 overretssagfører og praktiserede i København til sin død.
Hillerup blev gift første gang 10. april 1905 med Ellen Alexandra Bahner, datter af postmester Petrus Sextus Bahner og Hustru Agnes Routledge. Gift anden gang 1923 med Anna Boline Larsen.